# Numismatica etrusca
La numismatica etrusca è quella branca della numismatica che si occupa dello studio delle monete coniate dagli Etruschi.

## Storia
Dall'inizio della riscoperta dell'antica civiltà degli Etruschi, avvenuta durante il Rinascimento, le monete etrusche sono state spesso non esattamente comprese, descritte o attribuite. Il fondatore della moderna numismatica del mondo classico, il gesuita Joseph Hilarius Eckhel, identificò la monetazione di Populonia, quella di Volaterrae, ma aggiunse dubbi alla confusione generale attribuendo lo statere d'oro di Coson alla monetazione di Cosa e le monete dell'Elide (con le lettere F-A nel campo) ai Falisci.
James Millingen identificò le emissioni etrusche di aes grave come parallele a quelle della monetazione umbra e di Roma, ma considerò come arcaiche le prime emissioni della coniazione al martello di Populonia sulla base di considerazioni stilistiche e sui tipi usati; riteneva anche che la città fosse stata fondata dai coloni provenienti da Phocaea, nella Ionia, e che le monete d'oro con la protome leonina fossero di derivazione focea.
Francesco Carelli catalogò correttamente le monete di Populonia ma attribuì le monete di bronzo di Vetulonia alla città di Talamone.
Nel suo lavoro monumentale sulla storia della moneta romana, Theodor Mommsen diede un'analisi metrologica dell'argomento e datò l'inizio della coniazione di Populonia nella metà del VI secolo a.C., sull'esempio delle monete coniate al tempo di Solone ad Atene.
(Mommsen, ed. francese pag. 217)
Gian Francesco Gamurrini scrisse un eccellente studio sul materiale allora disponibile; seguì la datazione di Mommsen ma notò i paralleli tra la litra di Populonia e la monetazione di Siracusa per quanto riguarda le monete d'argento e mise in evidenza i paralleli tra i segni di valore nelle monete etrusche e romane per le emissioni di bronzo. Fu il primo a pubblicare i contenuti di un tesoro con i tipi di Volterra (IGCH 1875) ed altri ritrovamenti.
Corssen interpretò correttamente la maggior parte della legende etrusche nella loro attribuzione generalmente accettata. Wilhelm Deecke catalogò le varie emissioni monetarie etrusche, per lo più con materiale delle raccolte di Firenze, Londra e Parigi, attribuendo una datazione tradizionale e con l'aggiunta di un elenco di ritrovamenti.
Friedrich Hultsch identificò lo standard dello scrupolo usato nelle prime monete d'argento in 11,38 grammi e seguì Mommsen nella sua opinione sulle origini babilonesi, datando le monete al V secolo a.C. Fece anche un parallelo tra la teoria di Plinio che data il primo denario al 269 a.C. e lo statere d'argento da 20 litrae secondo il piede attico, che chiamò ‘doppio denario’.
Raffaele Garrucci fu il primo a compilare un catalogo delle monete etrusche, romane e greche dell'Italia in modo scientificamente moderno con notizie sui ritrovamenti ed informazioni sui tesori. La sua cronologia seguì quella di Mommsen e di Hultsch, ma non accettò i paralleli con le monete romane.
Isidoro Falchi (1838-1914), in un lavoro pubblicato nel 1891, fornì un buon catalogo della monetazione di Vetulonia ma attribuì erroneamente alcuni degli argenti di Populonia; adottò la cronologia di Mommsen ed i suoi paralleli con la monetazione romana.
Il lavoro di Arthur Sambon pubblicato nel 1903 era più completo di quello di Garrucci; Sambon cercò sia di includere tutti i tipi e le zecche note, sia di discutere l'inizio della monetazione etrusca dalla metà del V secolo a.C. sulla base dello stile e dei piedi monetari usati. Riteneva che gli etruschi fossero di origine persiana.
Head nel suo Historia Numorum fissò l'inizio della monetazione aurea al V secolo a.C. e la monetazione d'oro di Volsinii a circa il 300-265 a.C. Secondo la sua opinione inizialmente, prima del 350 a.C., fu usato uno standard euboico-siracusano della litra seguito prima da uno standard da l/2-litra e poi, dal III secolo a.C., da uno standard da 2 scrupoli ed infine da uno standard da 1 scrupolo e dal suo equivalente in bronzo.
Lo stesso anno anche Etienne Kovacs suddivise nettamente la monetazione, in base a analisi metrologiche, in sei periodi dal 500 al 200 a.C., rifacendosi strettamente a Mommsen, Hultsch e Sambon, e sostenendo un'origine asiatica per lo standard di peso. Nel 1926 Secondina Cesano ordinò e datò le serie, secondo probabilità storiche, alle guerre contro i Galli ed i Romani dal V al III secolo a.C.
Lo stesso anno il reverendo Edward Allen Sydenham mise in evidenza che sarebbe stato più "naturale" che gli etruschi avessero imitato Roma. Di conseguenza datò l'argento etrusco prima del 271 a.C. e l'aes grave al periodo 275 - 268.
Walther Giesecke attribuì le prime coniazioni d'argento dell'Etruria meridionale, basate su un piede da uno scrupolo, al V secolo. Datò le monete con la protome leonina a dopo il 450 a.C., collegandole allo standard della litra siracusana e assegnò gli stateri di Populonia da 10 litræ di piede attico al IV secolo e quelle da 20 litræ al III secolo a.C., sotto l'influenza romana.
Mattingly sostenne che lo statere di Populonia da 20 unità era stato coniato secondo il piede del denario. Nella seconda edizione, dopo la "rivoluzione", quando la data della prima coniazione del denario fu abbassata, omise i riferimenti alle monete di Populonia. Più tardi assegnò le serie etrusche dell'argento "leggere" alla seconda guerra punica (218-201), nettamente prima della data che attribuiva all'introduzione del denario, che lui aveva calcolato essere il 187 a.C.
Massimo Pallottino pubblicò la raccolta di tutte le iscrizioni etrusche note, comprese quelle presenti sulle monete, e le datò tra il V e gli inizi del III secolo a.C. in base a considerazioni di tipo stilistico.
Rudi Thomsen nel suo studio fondamentale sugli inizi della monetazione romana, situò le monete etrusche in un contesto cronologico logico, parallelo alla monetazione romana e datò l'introduzione del denario al 211 a.C. in base all'evidenza dimostrata dai ritrovamenti degli scavi di Morgantina.
Gilbert Kenneth Jenkins pubblicò due lavori ben articolati sull'argomento. Affermò che:
(Jenkins, 1955)
Jenkins indicò che la serie di Populonia di valore di X e XX unità probabilmente rifletteva l'andamento del bronzo dell'Italia centrale. Trovò che i bronzi etruschi erano "databili con una certa tolleranza...ebbero una riduzione da trientale a sestantale", ma trovò anche poco possibile che l'argento ed il bronzo avessero corso parallelamente a causa dello stile così differente.
In seguito Jenkins confermò la datazione precedente delle monete da X unità, ma rifiutò l'ipotesi di Laura Breglia dell'uso di uno standard ponderale asiatico e quelle di Walther Giesecke di un piede basato sulla litra di origine della Calcidica, optando per uno standard basato sullo scrupolo ed il doppio - scrupolo per l'Etruria interna.
Durante gli anni sessanta e settanta fu attiva la cosiddetta scuola ‘Pliniana’ guidata da Francesco Panvini Rosati, che pose in discussione la datazione e le attribuzioni tradizionali con diversi lavori. Nel 1969 apparve il primo volume delle Sylloge Nummorum Graecorum pubblicato dall'American Numismatic Society, che comprendeva le immagini delle monete etrusche di proprietà di questa associazione e che divenne il riferimento standard per le monete etrusche.
Il 1976 vide la pubblicazione dei "Contributi Introduttivi allo Studio della Monetazione Etrusca" (noti come CISME), con numerosi articoli di eminenti studiosi e numismatici tra cui: Colin Kraay, Massimo Pallottino, Giovanni Colonna, Francesco Panvini Rosati, Sara Sorda, Laura Breglia, Mauro Cristofani, Patrizia Serafin Petrillo, Fiorenzo Catalli, Maria Paola Baglione, Luciano Camilli, Tony Hackens, Patrick Marchetti, Jacques Heurgon, Ingrid Krauskopf, e Robert Sutton, che forse ha scritto il contributo più interessante. Questo lavoro non fu accolto bene dai traditionalisti in quanto confermava la teoria di Thomsen del parallelo tra l'introduzione del denario romano e l'emissione da 20-assi con Metus di Populonia.
Patrick Marchetti portò la teoria di Thomsen alla sua logica conclusione dimostrando il collegamento metrologico tra le quattro monetazioni etrusche principali con i segni di valore e l'aes grave di Roma.
Infine, Patrizia Petrillo Serafin produsse il primo studio sulle sequenze dei conii nella numismatica etrusca e pubblicò nuovamente i dati del famoso tesoro di Populonia del 1939. Marchetti pubblicò uno studio più generale del periodo, in cui riaffermò le teorie già esposte nei lavori del CISME sulla metrologia etrusca. Marchetti fu tuttavia criticato da Thomsen per alcune delle sue interpretazioni sugli standard ponderali usati durante la rivalutazione del bronzo romano. Thomsen si mosse nella direzione di perfezionare e confermare la datazione delle varie fasi della rivalutazione del bronzo dall'aes grave librale al bronzo unciale durante il III secolo a.C.
Nel 1984 Fiorenzo Catalli usò le incisioni di Garrucci per illustrare un documentato catalogo dei tipi, elencati con un datazione tradizionale. L'anno successivo il Ministro per i beni culturali e ambientali italiano, Antonio Gullotti, proclamò il 1985 anno del ‘Progetto Etruschi’ e un grande numero di lavori furono scritti sulle monete etrusche da noti ricercatori come Mauro Cristofani e Luigi Tondo. Furono compilati dei cataloghi incompleti delle emissioni etrusche, basati per lo più sul materiale presente nel Museo archeologico di Firenze.
Lo stesso anno vide anche la pubblicazione di uno studio di Emilio Peruzzi sull'uso del bronzo nell'economia pre-monetaria dell'Italia centrale che dimostrava chiaramente come l'economia etrusca fosse integrata con quelle di Roma e dell'Italia centrale in periodi veramente precoci ma che non prendeva in considerazione le tendenze anacronistiche degli autori classici.
Sempre nel 1985 Michael H. Crawford dimostrò il diffuso uso del bronzo pre-monetale nell'Italia centrale e confermò la rivalutazione del bronzo dal piede librale a quello sestantele nel periodo della Seconda guerra punica. Crawford datò l'inizio della coniazione dell'argento al V secolo a.C. a Vulci ed al IV a Populonia ed affermò anche che "per tutti gli usi pratici [la monetazione] non fu adottata in Etruria per tre secoli dopo la sua adozione da parte delle polis greche occidentali".
Sempre nello stesso anno, Parise mise in collegamento le monete di piede monetario attico con quelle siracusane del V e IV secolo a.C. e riprese l'ipotesi di un'arcaica origine asiatica per le prime monete d'argento.
Anche nel catalogo di monete greche della "Antikenmuseum und Sammlung Ludwig in Basel", furono descritti molti esemplari non pubblicati in precedenza che furono datati con paralleli nella metrologia romana.
Nello stesso anno Francesco Panvini Rosati, ripercorrendo 80 anni di ricerche di numerosi studiosi sulla circolazione delle monete greche in Etruria e mettendo questo materiale in associazione con il ritrovamenti di Pristina arrivò alla conclusione che la monetazione in Etruria iniziò nel corso del V secolo.
Cristofani sostenne che poche informazioni rilevanti erano state pubblicate in nuovi lavori dopo il congresso "CISME" d Napoli sull'Etruria, una denuncia senza fondamento in un momento di vivace discussione tra i numismatici italiani. Collocò le origini della monetazione etrusca nel V secolo, attribuendo la successiva emissione della figura gorgonide da 20-assi all'ultima parte del IV secolo.
Il catalogo di Fiorenzo Catalli, ben illustrato, riassume utilmente le ricerche numismatiche da Petrarca al momento della pubblicazione, informandoci che la prima descrizione delle monete etrusche fu fatta da Pier Francesco Giambullari ne "Il Gello". Catalli elenca 97 tipi di monete etrusche datandole a partire dal V secolo.
Stefano Bruni, in un articolo sui ritrovamenti monetari associati con oggetti fissò la data per la monetazione di bronzo di Populonia alla fine del IV secolo. Claudia Tesei compilò un utilissimo elenco dei ritrovamenti monetari etruschi. Vicari ha scritto un catalogo generale delle monete etrusche elencando 251 tipi, senza però le illustrazioni, ricavandoli da precedenti lavori, senza però tener presente l'identità dei conii, errori o duplicati. Tuttavia ci sono dei grafici che confermano i piedi monetari usati e delle mappe che indicano a dislocazione dei ritrovamenti.
Amisano, in una pubblicazione a carattere generale, incluse la monetazione etrusca, attribuendole l'inizio a circa il 550 a.C., una cronologia che lascerebbe fuori il contributo dei Greci della Magna Grecia ed attribuirebbe agli etruschi l'onere dell'introduzione della moneta in Italia. In questo lavoro si fa costante riferimento alle fonti classiche, e si dà credito alla provenienza dalla Lidia degli Etruschi, origine sostenuta da Erodoto, ed anche all'invenzione della moneta in Lidia.
Nel 2001 fu pubblicato il primo volume della nuova Historia Numorum (HNItaly), un excursus generale compilato da un gruppo coordinato da N.K. Rutter, cui hanno collaborato eminenti numismatici come Andrew Burnett, Crawford, Johnston e Martin Jessop Price. Il testo elenca e data i tipi generali, con un elenco delle più recenti ricerche sulla monetazione greca in Italia, comprendendo le emissioni fuse e battute dell'Etruria, Umbria e dell'Italia nord-orientale e centrale.
Nel 2001 Sandra Della Giovampaola, Paola Bittarelli e Margherita Bergamini hanno pubblicato la collezione Emilio Bonci Casuccini di Siena, con l'identificazione dei conii.
Roberto Melillo ha pubblicato nel 2004 un ampio resoconto sul sistema monetario di Populonia. Nel 2003 è stata pubblicata la SNG Paris 6, 1 a cura di Rita Parente, che è uno dei lavori più importanti per datare le monete etrusche ed è diventata uno dei riferimento standard nella catalogazione delle monete.
Nel 1839, Giuseppe Marchi e Pietro Tessieri pubblicarono il catalogo L'Aes Grave del Museo Kircheriano - Ovvero Le Monete Primitive De'Popoli Dell'Italia Media Ordinate. Crispino Puccinelli, Roma. 1839.  Il museo fu chiuso nel 1916. Questa pubblicazione è servita da catalogo per la collezione, che oggi è distribuito in altri musei romani.
Vanno infine citati i lavori di Italo Vecchi: Etruscan Coinage. Parte 1. e Italian Cast Coinage, presenti in bibliografia.